# Halldór
Halldór  ist ein isländischer und färöischer männlicher Vorname.
Der Name kommt von altnordisch Hallþórr und bedeutet „Thors Felsen“ (hallr = „Hügel; Felsen, großer Stein“).

## Weitere Formen
- Hallþór (isländisch)
- Haldor (dänisch, norwegisch)
- Halldóra, weibliche Form

## Namensträger
- Halldór Ásgrímsson (1947–2015), isländischer Politiker und Premierminister
- Halldór Guðmundsson (* 1956), isländischer Schriftsteller
- Haldor Halderson (1900–1965), kanadischer Eishockeyspieler
- Halldór Helgason (* 1991), isländischer Snowboarder
- Halldór Laxness (1902–1998), isländischer Schriftsteller und Literaturnobelpreisträger
- Halldor Skard (* 1973), norwegischer Nordischer Kombinierer
- Halldór Stefánsson (1892–1979), isländischer Schriftsteller
- Haldor Topsøe (1913–2013), dänischer Unternehmer und Gründer des gleichnamigen Katalysatorherstellers

## Abgeleitete Namen
- Haldórsvík, Ort auf den Färöern